# Митгуч, Давид
Давид Митгуч (нем. David Mitgutsch; 26 июня 1987, Брегенц) — австрийский хоккеист, защитник.

## Карьера
Воспитанник клуба «Брегенцервальд» (c 1998 года в клубе). Уже в сезоне 2002/2003 сыграл два матча за основную команду в Австрийской национальной лиге. В следующем сезоне Давид закрепился в основном составе, провёл за клуб во втором дивизионе около 380 матчей. «Брегенцервальд» был аутсайдером лиги, а в 2012 году вошёл в Интер-Национальную лигу, дважды становился чемпионом (2012/2013, 2015/2016), а c 2016 года играет в Альпийской хоккейной лиге. 
Летом 2017 года Митгуч продлил контракт ещё на сезон. В марте 2018 года Митгуч завершил профессиональную хоккейную карьеру в возрасте 30 лет, выступал за «Хоэнэмс» в четвёртом дивизионе.

## Статистика
| Легенда | Легенда                    | Легенда | Легенда                   | Легенда | Легенда    |
| ------- | -------------------------- | ------- | ------------------------- | ------- | ---------- |
| И       | Количество проведённых игр | Штр     | Штрафное время            | +/−     | Плюс-минус |
| Г       | Голы                       | П       | Голевые передачи          | О       | Очки       |
| -       | Статистика неизвестна      | —       | Статистика не учитывалась |         |            |

## Достижения
- Чемпион Интер-Национальной лиги: 2012/13, 2015/16